# Rebréchien
Rebréchien est une commune française, située dans le département du Loiret en région Centre-Val de Loire.

## Géographie

### Localisation

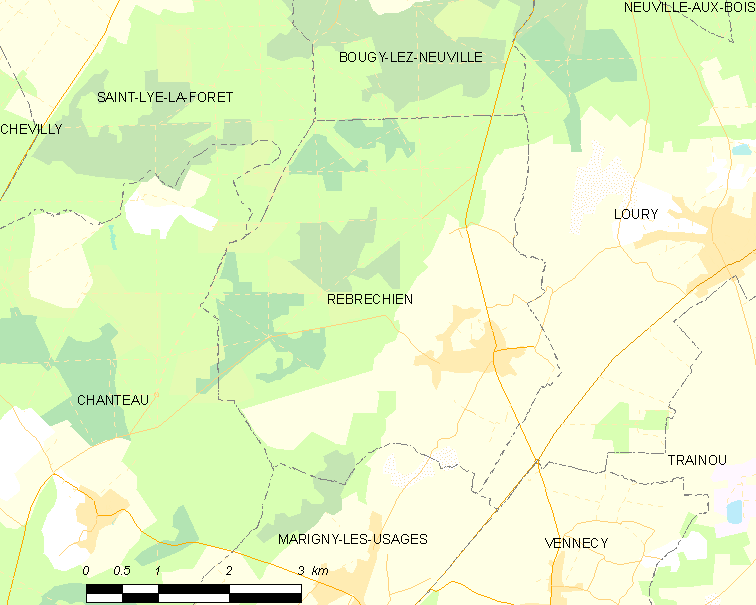
Carte de la commune de Rebréchien et des communes limitrophes.

La commune de Rebréchien se trouve dans le quadrant nord-ouest du département du Loiret, dans la région agricole de l'Orléanais et l'aire urbaine d'Orléans.  À vol d'oiseau, elle se situe à 13,8 km  d'Orléans, préfecture du département, et à 9,2 km de Neuville-aux-Bois, ancien chef-lieu du canton dont dépendait la commune avant mars 2015. La commune fait partie du bassin de vie de Neuville-aux-Bois.
Les communes les plus proches, les distances étant mesurées à vol d'oiseau entre chefs-lieux, sont : Loury (3,5 km), Vennecy (3,9 km), Marigny-les-Usages (4 km), Traînou (4,7 km), Bougy-lez-Neuville (6 km), Chanteau (6 km), Boigny-sur-Bionne (6,8 km), Saint-Lyé-la-Forêt (7,5 km), Donnery (9,1 km) et Neuville-aux-Bois (9,2 km).

### Géologie et relief
- m3-p1SASo : Sables et argiles de Sologne (Langhien supérieur à Pliocène inférieur.)
- m2MSO : Marnes et sables de l'Orléanais (Burdigalien)
- m2MCO : Marnes et calcaires de l'Orléanais (Burdigalien)

Carte géologique de la commune de Rebréchien.
m3-p1SASo : Sables et argiles de Sologne (Langhien supérieur à Pliocène inférieur.)
m2MSO : Marnes et sables de l'Orléanais (Burdigalien)
m2MCO : Marnes et calcaires de l'Orléanais (Burdigalien)
(: Gouffre, aven
$ : Carrière à ciel ouvert
! : Gite fossilifère

La région d’Orléans se situe dans le sud du Bassin parisien, vaste cuvette composée d’un empilement de couches sédimentaires d’origines essentiellement détritiques (issus de l’érosion d’anciennes chaînes de montagnes) et carbonatées (précipitation de carbonate de calcium). Ces dépôts s'étagent du Trias (- 250 millions d’années) au Pliocène (- 23 millions d’années) et se font surtout en contexte marin, mais aussi en milieu lacustre. Les successions de périodes glaciaires et interglaciaires au Quaternaire aboutissent à la configuration géomorphologique actuelle : altération plus ou moins profonde des roches en place, terrasses alluviales anciennes perchées sur les plateaux et incision de la vallée actuelle de la Loire,.
Les calcaires de Beauce, qui constituent le socle du territoire communal, se forment à l'Aquitanien (de - 23 à - 20,5 millions d’années). Leur partie supérieure, les marnes et calcaires de l'Orléanais (m2MCO), affleure sur une petite partie est du territoire communal, au droit du hameau l’Épineuse. Cette formation est constituée d'un calcaire beige, crème, carié, vacuolaire, dur ou marneux,. Fragmentés et fissurés, les calcaires peuvent être le siège de phénomènes karstiques. Les circulations préférentielles d’eaux souterraines érodent ces calcaires en profondeur et entraînent la formation de dépressions, gouffre ou dolines. Les manifestations en surface de ces fragilités ne sont pas rares dans la région orléanaise. Des cavités ont été inventoriées par le service régional Centre du BRGM, en octobre 2003. 13 ont été dénombrées sur l’ensemble de la commune. Pour la plupart (6 sur 13), ce sont des dépressions ou des dolines (dépressions circulaires ou elliptiques liées à l'activité karstique). Elles sont localisées principalement dans la forêt d'Orléans, à l'ouest de la commune. Trois gouffres sont signalés en forêt, de même qu'une ancienne carrière, toujours en forêt d’Orléans.
Les calcaires de Beauce sont recouverts par les sables de l'Orléanais (m2MSO), premiers dépôts burdigaliens (de – 20,44 à – 15,97 millions d'années) venus combler les irrégularités sur plus de 6 m d’épaisseur, affleurant sur deux langues de territoire à l’ouest de la commune, au droit du carrefour de l’Emerillon en particulier, et sur une frange est englobant le bourg. Les sables sont essentiellement composés de grains de quartz émoussés, accompagnés de feldspaths kaolinisés et friables, de silex à patine noire et de graviers calcaires particulièrement fréquents à la base de la formation. Les restes de mammifères burdigaliens sont fréquents dans cette assise, notamment près des localités de Chevilly, Ingré, Rebréchien, Marigny-les-Usages, Fay-aux-Loges et à proximité. Les principales espèces rencontrées sont : des carnassiers (Amphicyon, Hyainailurus, Brachyodus onoidus), des rongeurs (Steneofiber), des suidés (Listriodon lockharti), des Anthracotheriidae (Brachyodus onoidus), des équidés (Anchitherium aurelianense), des cervidés (Palaeomeryx kaupi, Procervulus aurelianensis), des Proboscidiens (comme les éléphants actuels : Mastodon angustidens, Deinotherium cuvieri), des rhinocéridés (Rhinoceros aurelianensis). Ces terrains burdigaliens, parfois générateurs de sols hydromorphes, forment l'essentiel du substrat de la forêt d'Orléans. En période pluvieuse, ils sont engorgés et favorisent le ruissellement, mais demeurent très secs durant l’été.
Cette formation est elle-même surmontée par les sables et argiles de Sologne (m3-p1SASO), datés du Langhien supérieur au Pliocène inférieur, une formation composée de sables (quartz gneissique ou granitique) argileux très grossiers à fins et de lentilles d’argile verte, pure ou sableuse, occupant toute la partie centrale de la commune,.
L'altitude du territoire communal varie de 114 mètres, en limite sud-est du territoire, aux abords du moulin de l'Épinay, à 141 mètres, dans la forêt d'Orléans, au droit du carrefour du Marchais aux Prêtres,.

### Climat
Pour des articles plus généraux, voir Climat du Centre-Val de Loire et Climat du Loiret.
En 2010, le climat de la commune est de type climat océanique dégradé des plaines du Centre et du Nord, selon une étude du CNRS s'appuyant sur une série de données couvrant la période 1971-2000. En 2020, Météo-France publie une typologie des climats de la France métropolitaine dans laquelle la commune est exposée à un climat océanique altéré et est dans la région climatique Moyenne vallée de la Loire, caractérisée par une bonne insolation (1 850 h/an) et un été peu pluvieux.
Pour la période 1971-2000, la température annuelle moyenne est de 10,8 °C, avec une amplitude thermique annuelle de 15,3 °C. Le cumul annuel moyen de précipitations est de 668 mm, avec 11,3 jours de précipitations en janvier et 7,3 jours en juillet. Pour la période 1991-2020, la température moyenne annuelle observée sur la station météorologique de Météo-France la plus proche, sur la commune de Loury à 3 km à vol d'oiseau, est de 11,8 °C et le cumul annuel moyen de précipitations est de 757,1 mm,. Pour l'avenir, les paramètres climatiques de la commune estimés pour 2050 selon différents scénarios d'émission de gaz à effet de serre sont consultables sur un site dédié publié par Météo-France en novembre 2022.

### Milieux naturels et biodiversité

#### Site Natura 2000
Le réseau Natura 2000 est un réseau écologique européen de sites naturels d’intérêt écologique élaboré à partir des Directives «Habitats » et «Oiseaux ». Ce réseau est constitué de Zones Spéciales de Conservation (ZSC) et de Zones de Protection Spéciale (ZPS). Dans les zones de ce réseau, les États Membres s'engagent à maintenir dans un état de conservation favorable les types d'habitats et d'espèces concernés, par le biais de mesures réglementaires, administratives ou contractuelles. L'objectif est de promouvoir une gestion adaptée des habitats tout en tenant compte des exigences économiques, sociales et culturelles, ainsi que des particularités régionales et locales de chaque État Membre. les activités humaines ne sont pas interdites, dès lors que celles-ci ne remettent pas en cause significativement l’état de conservation favorable des habitats et des espèces concernés,.
Un site Natura 2000 est présent sur le territoire communal de Rebréchien : le site d'importance communautaire (SIC) (directive "Habitats, faune, flore") « Forêt d’Orléans et périphérie ». Deux entités sont localisées dans la partie nord de la commune.
Le site de la « forêt d'Orléans et périphérie » d'une surface totale de 2 226,40 ha, est morcelé en 38 entités. Celles-ci, de tailles variables (de 0,9 à 347 ha), sont disséminées sur les 3 massifs et leurs périphéries. Au cours de la réalisation du document d'objectifs, à la suite des inventaires de terrain, l'absence d'habitat ou habitat d'espèce d'intérêt communautaire dans certaines entités a conduit à la proposition de leur suppression (13 entités concernées, pour une surface totale de 207,90 ha).  L'intérêt du site réside dans la qualité des zones humides (étangs, tourbières, marais, mares), la grande richesse floristique, avec un intérêt élevé pour les bryophytes, les lichens et les champignons. 17 habitats naturels d’intérêt communautaire sont répertoriés sur le site qui présente aussi un intérêt faunistique, notamment l’avifaune, les chiroptères, les amphibiens et les insectes. Ce site présente une faible vulnérabilité dans les conditions actuelles de gestion ; il s’agit en effet de parcelles de forêt domaniale dont la gestion actuelle n’induit pas de contraintes particulières pour les espèces citées. Certaines comme le balbuzard pêcheur font l’objet d’une surveillance. D’autres espèces justifieraient un suivi, comme le sonneur à ventre jaune, l’aigle botté, la pie-grièche écorcheur.

#### Zones nationales d'intérêt écologique, faunistique et floristique
L’inventaire des zones naturelles d'intérêt écologique, faunistique et floristique (ZNIEFF) a pour objectif de réaliser une couverture des zones les plus intéressantes sur le plan écologique, essentiellement dans la perspective d’améliorer la connaissance du patrimoine naturel national et de fournir aux différents décideurs un outil d’aide à la prise en compte de l’environnement dans l’aménagement du territoire. Le territoire communal de Rebréchien ne comprend pas de  ZNIEFF.

## Toponymie
La première mention connue du hameau est Arrebrachien dans « Ad ballivam Noville et Arrebrachii » en 1180 et « Apud Arrebrachien en 1183. Arrebrachien peut être un nom d’origine gauloise commençant par are ( = devant, près de) suivi de Brachi, un nom de personne, et se terminant par en, o-magus = marché. Aream Bacchi, dans « Circa Aream Bacchi ou Bachi » en 1189, est la transcription latine du nom roman incompris,.
Arrebrachien aboutit ensuite à Rebréchien par aphérèse. Les mentions sont : Guillelmus de Robrechien en 1282, De Rebrechiam au XIVe siècle, Rebrechien en septembre 1500, Rebrechian en 1536, puis Rebréchien en 1740, au XVIIIe siècle sur la carte de Cassini et en 1801, dans l'arrêté du 5 vendémiaire an IX portant réduction des justices de paix du département du Loiret.

## Histoire
Il est établi  qu'en 1053, Henri Ier, trente-huitième roi de France, souhaite que sur sa table, ne lui soient servis que les vins d'Orléans, et en particulier les vins blancs de Rebréchien, qu'il préférait à ceux de toute la province.

### Révolution française et Empire

#### Nouvelle organisation territoriale
Le décret de l'Assemblée Nationale du 12 novembre 1789 décrète « il y aura une municipalité dans chaque ville, bourg, paroisse ou communauté de campagne ». Ce décret ne crée pas encore les communes, mais les municipalités, témoignant et entretenant une confusion entre l'institution et le territoire et ouvrant la porte à un nombre considérable de municipalités.  En 1790, dans le cadre de la création des départements, le Loiret compte alors 367 municipalités, rattachées à 59 cantons et 7 districts. La municipalité de Rébréchien est rattachée au canton de Rébréchien et au district de Neuville. Une première définition de la commune est faite avec l'article 8 de la constitution du 3 septembre 1791 qui dispose que « les citoyens français, considérés sous le rapport des relations locales qui naissent de leur réunion dans les villes et dans certains arrondissements du territoire des campagnes, forment des communes ». Enfin le terme « commune », au sens de l’administration territoriale actuelle, est imposé par le décret de la Convention nationale du 10 brumaire an II (31 octobre 1793) : « La Convention nationale, sur la proposition d’un membre, décrète que toutes les dénominations de ville, bourg ou village sont supprimées et que celle de commune leur est substituée ». Ainsi la municipalité de Rébréchien devient formellement « commune de Rébréchien » en 1793.
Les cantons sont supprimés, en tant que découpage administratif, par une loi du 26 juin 1793, et ne conservent qu'un rôle électoral, permettant l’élection des électeurs du second degré chargés de désigner les députés,. Mais avec la suppression des districts, considérés comme des rouages administratifs liés à la Terreur, à partir de vendémiaire an IV (1795) et en application de la Constitution du 5 fructidor an III, les cantons acquièrent dès lors plus d'importance en retrouvant une fonction administrative.Enfin, sous le Consulat, un redécoupage territorial visant à réduire le nombre de justices de paix ramène le nombre de cantons dans le Loiret de 58 à 31,. Rebréchien est alors rattachée au canton de Neuville-aux-Bois et à l'Arrondissement d'Orléans par arrêté du 9 vendémiaire an X (1er octobre 1801),,. Cette organisation va rester inchangée jusqu'en 2015. Depuis, Rebréchien fait partie du canton de Fleury-les-Aubrais.

## Urbanisme

### Typologie
Au 1er janvier 2024, Rebréchien est catégorisée bourg rural, selon la nouvelle grille communale de densité à sept niveaux définie par l'Insee en 2022.
Elle est située hors unité urbaine. Par ailleurs la commune fait partie de l'aire d'attraction d'Orléans, dont elle est une commune de la couronne,. Cette aire, qui regroupe 136 communes, est catégorisée dans les aires de 200 000 à moins de 700 000 habitants,.

### Occupation des sols
L'occupation des sols de la commune, telle qu'elle ressort de la base de données européenne d’occupation biophysique des sols Corine Land Cover (CLC), est marquée par l'importance des forêts et milieux semi-naturels (57,6 % en 2018), une proportion identique à celle de 1990 (57,6 %). La répartition détaillée en 2018 est la suivante : 
forêts (51,2 %), terres arables (37,4 %), milieux à végétation arbustive et/ou herbacée (6,4 %), zones urbanisées (4,6 %), zones agricoles hétérogènes (0,4 %).
L'évolution de l’occupation des sols de la commune et de ses infrastructures peut être observée sur les différentes représentations cartographiques du territoire : la carte de Cassini (XVIIIe siècle), la carte d'état-major (1820-1866) et les cartes ou photos aériennes de l'IGN pour la période actuelle (1950 à aujourd'hui).

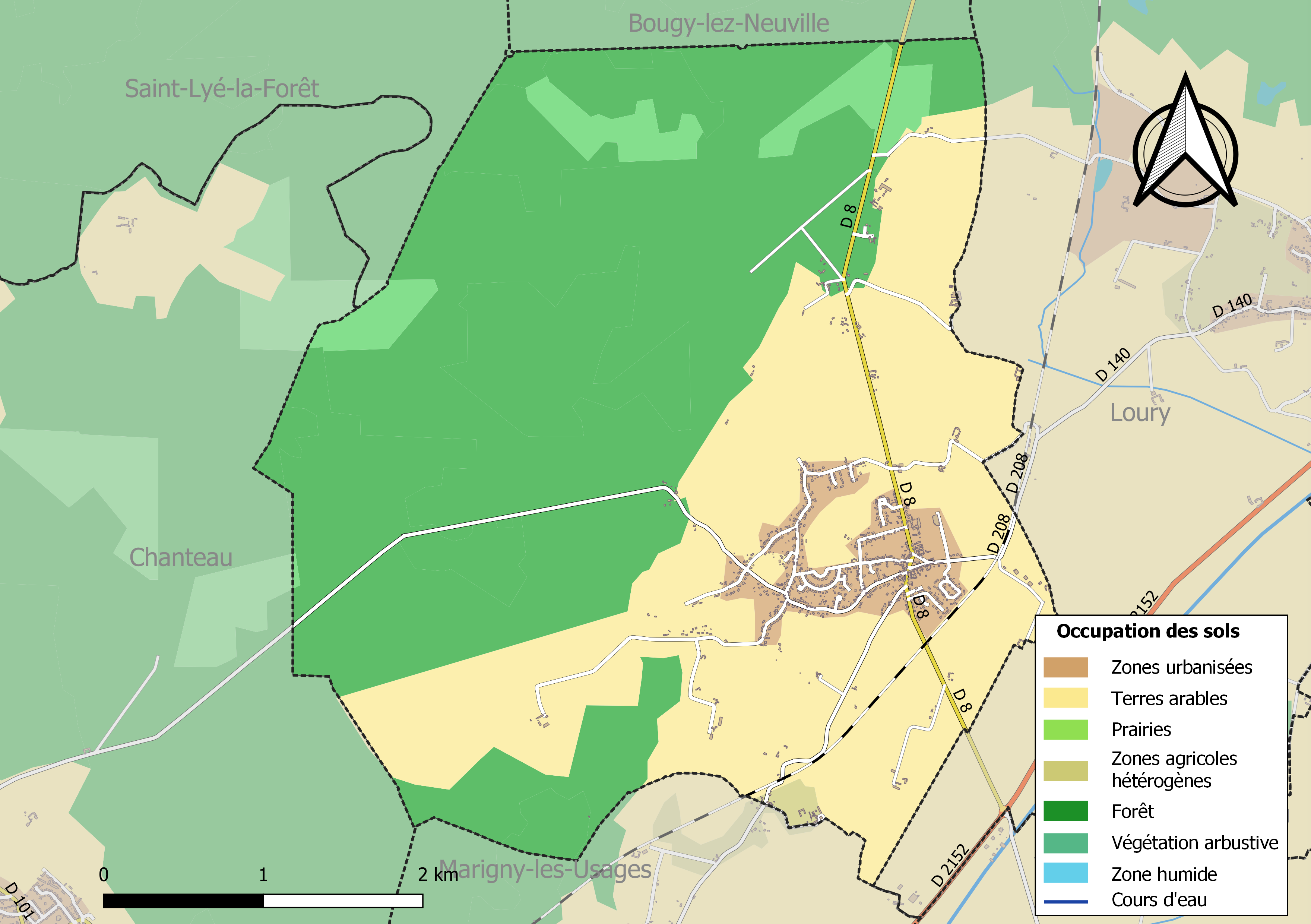
Carte des infrastructures et de l'occupation des sols de la commune en 2018 (CLC).
Carte orthophotographique de la commune en 2016.

### Planification

#### Plan local d'urbanisme
La commune prescrit l'élaboration d'un plan d'occupation des sols en mai 1986. Le document est approuvé en novembre 1994 puis modifié en 1996 et 1999.
La loi relative à la solidarité et au renouvellement urbains du 13 décembre 2000, dite loi SRU, complétée par la loi urbanisme et habitat du 2 juillet 2003, marque une évolution de la planification urbaine en créant notamment les plans locaux d’urbanisme (PLU), vecteurs de projets de territoire, appelés à se substituer progressivement aux plans d’occupation des sols. Le PLU contient deux éléments nouveaux par rapport au POS : le plan d'aménagement et de développement durable (PADD), qui exprime le projet de la ville par des orientations générales en matière d'urbanisme, de développement, d'équipement et de préservation de l'environnement et les orientations d'aménagement et de programmation (OAP) qui correspondent à des zooms qui peuvent porter sur des quartiers ou secteurs à mettre en valeur, réhabiliter, restructurer ou aménager, ou sur l'aménagement d'un espace public, etc. Dans ce cadre le conseil municipal prescrit la révision du Plan
d’occupation des sols et sa transformation en plan local d'urbanisme le 26 novembre 2004. Après une enquête publique qui se déroule en octobre 2012, le document est approuvé le 25 janvier 2013,.

#### Documents d'orientations intercommunaux
La commune est membre du pays Forêt d'Orléans - Val de Loire, qui regroupe 32 communes. En 2012 les Pays Forêt d'Orléans Val de Loire, Loire Beauce et Sologne Val-sud sont les seuls territoires du département du Loiret ne disposant pas de schéma de cohérence territoriale (SCoT). Compte tenu  de l'intérêt de cet outil pour l'avenir des territoires, les élus de ces pays décident d'engager une démarche commune d'élaboration de SCoT. Le comité syndical du Pays Forêt d'Orléans - Val de Loire décide de prendre le 8 octobre 2015 la compétence « élaboration, gestion et suivi du Schéma de Cohérence Territoriale » et, après avis favorable conforme des différentes communes membres (le 27 novembre 2015 pour Rebréchien), le préfet approuve la modification des statuts en ce sens le 19 février 2016. Les trois SCoT sont lancés officiellement et simultanément à La Ferté-Saint-Aubin le 21 juin 2014, l'assistance à maîtrise d'ouvrage étant confiée à un seul bureau d'études. Après étude et concertation de 2014 à 2017, le document doit être approuvé en 2018.

### Voies de communication et transports

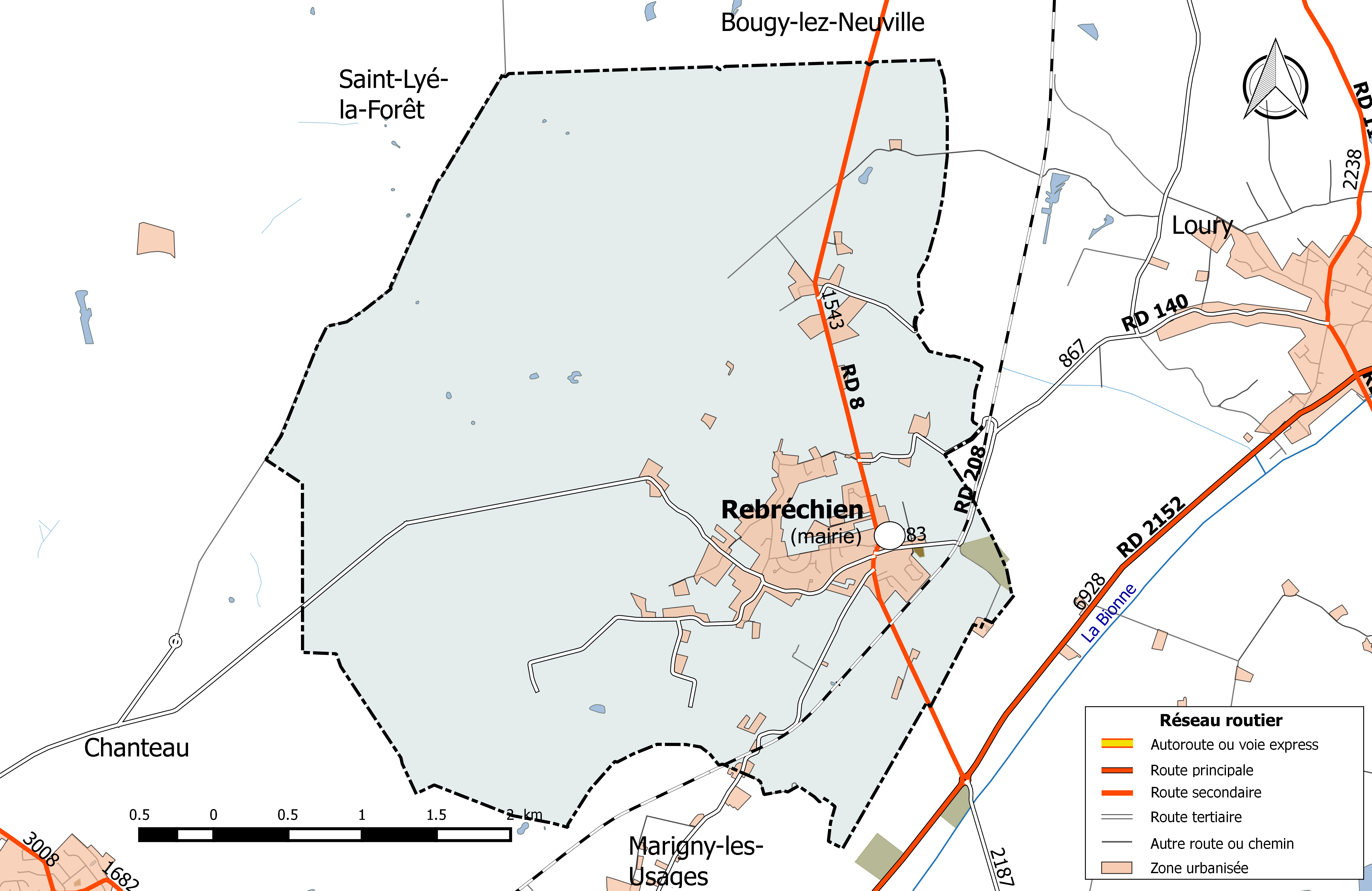
Réseau routier principal de la commune de Rebréchien (avec indication du trafic routier 2014).

#### Infrastructures routières
La commune est traversée par deux routes départementales : la RD 8 (1 543 véhicules/jour en 2014), qui relie Chécy à Neuville-aux-Bois et la RD 208 (371 véhicules/jour), qui relie le centre-bourg à Loury. Complétant ces voies, la commune est sillonnée de plusieurs voies communales et chemins ruraux  desservant ses fermes et hameaux et les bourgs environnants.

#### Transports en commun routiers
En 2016, Rebréchien est desservie par la ligne régulière no 20 du réseau d'autocars interurbains Ulys qui relie Pithiviers - Chilleurs-aux-Bois - Neuville-aux-Bois - Saint-Lyé-la-Forêt - Orléans. Des correspondances SNCF sont assurées à la gare d'Orléans et TAO et Transbeauce à la Gare routière d'Orléans. À compter du 1er janvier 2017, la compétence des services de transports routiers interurbains, réguliers et à la demande est transférée des départements aux régions, et donc localement du département du Loiret à la région Centre-Val de Loire, consécutivement à la loi NOTRe du 7 août 2015.

### Risques majeurs
La commune de Rebréchien est vulnérable à différents aléas naturels : climatiques (hiver exceptionnel ou canicule), mouvements de terrains ou sismique (sismicité très faible). Elle est également exposée à un risque technologique : le risque de transport de matières dangereuses. 
Entre 1989 et 2019, onze arrêtés ministériels ayant porté reconnaissance de catastrophe naturelle ont été pris pour le territoire de la commune  : six  pour des inondations et coulées de boues et cinq pour des mouvements de terrains.

#### Risques naturels
Le territoire de la commune peut être concerné par un risque d'effondrement de cavités souterraines non connues. Une cartographie départementale de l'inventaire des cavités souterraines et des désordres de surface a été réalisée. Il a été recensé sur la commune plusieurs effondrements de cavités.
Par ailleurs, le sol du territoire communal peut faire l'objet de mouvements de terrain liés à la sécheresse. Le phénomène de retrait-gonflement des argiles est la conséquence d'un changement d'humidité des sols argileux. Les argiles sont capables de fixer l'eau disponible mais aussi de la perdre en se rétractant en cas de sécheresse. Ce phénomène peut provoquer des dégâts très importants sur les constructions (fissures, déformations des ouvertures) pouvant rendre inhabitables certains locaux. Celui-ci a particulièrement affecté le Loiret après la canicule de l'été 2003. Une grande partie du territoire de la commune, dont le bourg, est exposée à un aléa « fort » face à ce risque, selon l'échelle définie par le Bureau de recherches géologiques et minières (BRGM).
Depuis le 22 octobre 2010, la France dispose d’un nouveau zonage sismique divisant le territoire national en cinq zones de sismicité croissante. La commune, à l’instar de l’ensemble du département,  est concernée par un risque très faible.

#### Risques technologiques
La commune est exposée au risque de transport de matières dangereuses, en raison du passage sur son territoire d'un gazoduc,,.

## Politique et administration

### Découpage territorial

#### Intercommunalité
La commune de Rebréchien est membre de la communauté de communes de la Forêt, un établissement public de coopération intercommunale (EPCI) à fiscalité propre créé le 1er janvier 2000 dont le siège est à Neuville-aux-Bois. Ce dernier est par ailleurs membre d'autres groupements intercommunaux : le Pôle d’équilibre territorial et rural Forêt d'Orléans-Loire-Sologne (ex-pays Forêt d'Orléans-Loire-Sologne), l’Agence Loiret Numérique, le Syndicat mixte de la production d'eau potables de la Sevinerie, le Syndicat mixte pour la collecte et le traitement des déchets ménagers de l'arrondissement de Pithiviers (SMITOMAP), le SMIRTOM de la région d'Artenay, le SM des bassins versants de la Bionne et du Cens.

#### Collectivités de rattachement
Sur le plan administratif, elle est rattachée à l'arrondissement d'Orléans, au département du Loiret et à la région Centre-Val de Loire. Sur le plan électoral, elle dépend du  canton de Fleury-les-Aubrais pour l'élection des conseillers départementaux, depuis le redécoupage cantonal de 2014 entré en vigueur en 2015, et de la cinquième circonscription du Loiret pour les élections législatives, depuis le dernier découpage électoral de 2010.

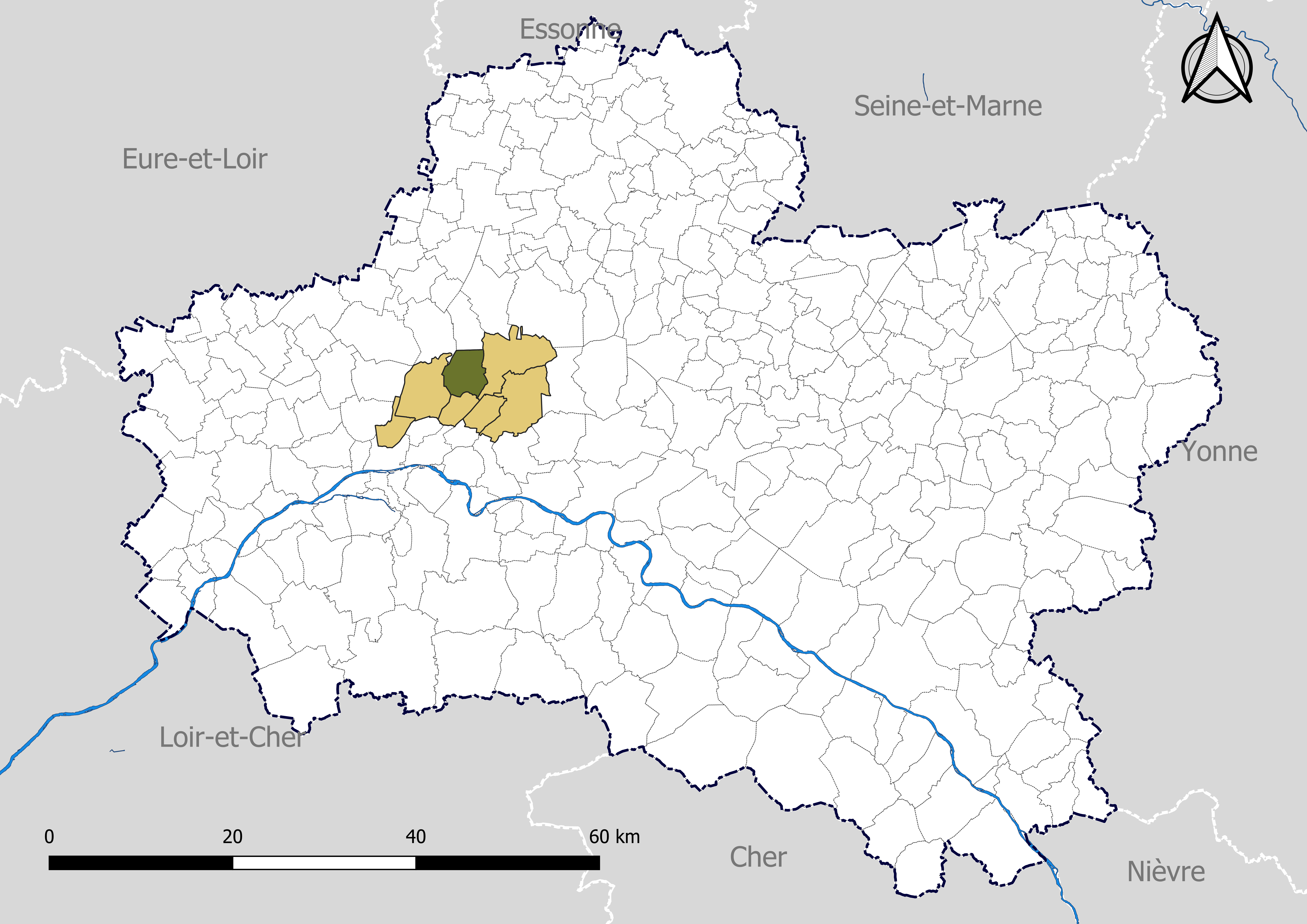
Rebréchien dans le canton de Fleury-les-Aubrais en 2020.
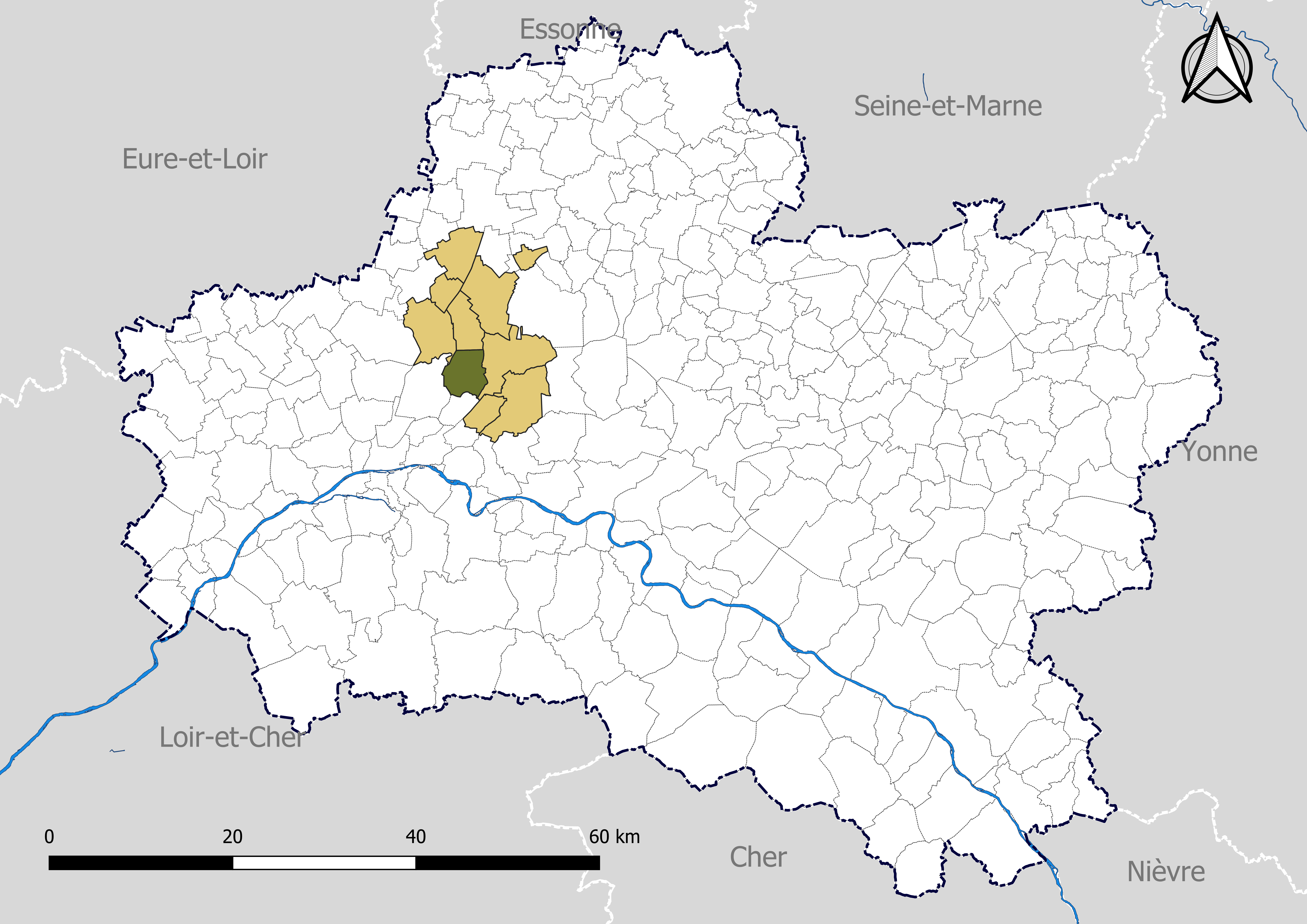
Rebréchien dans la communauté de communes de la Forêt en 2020.
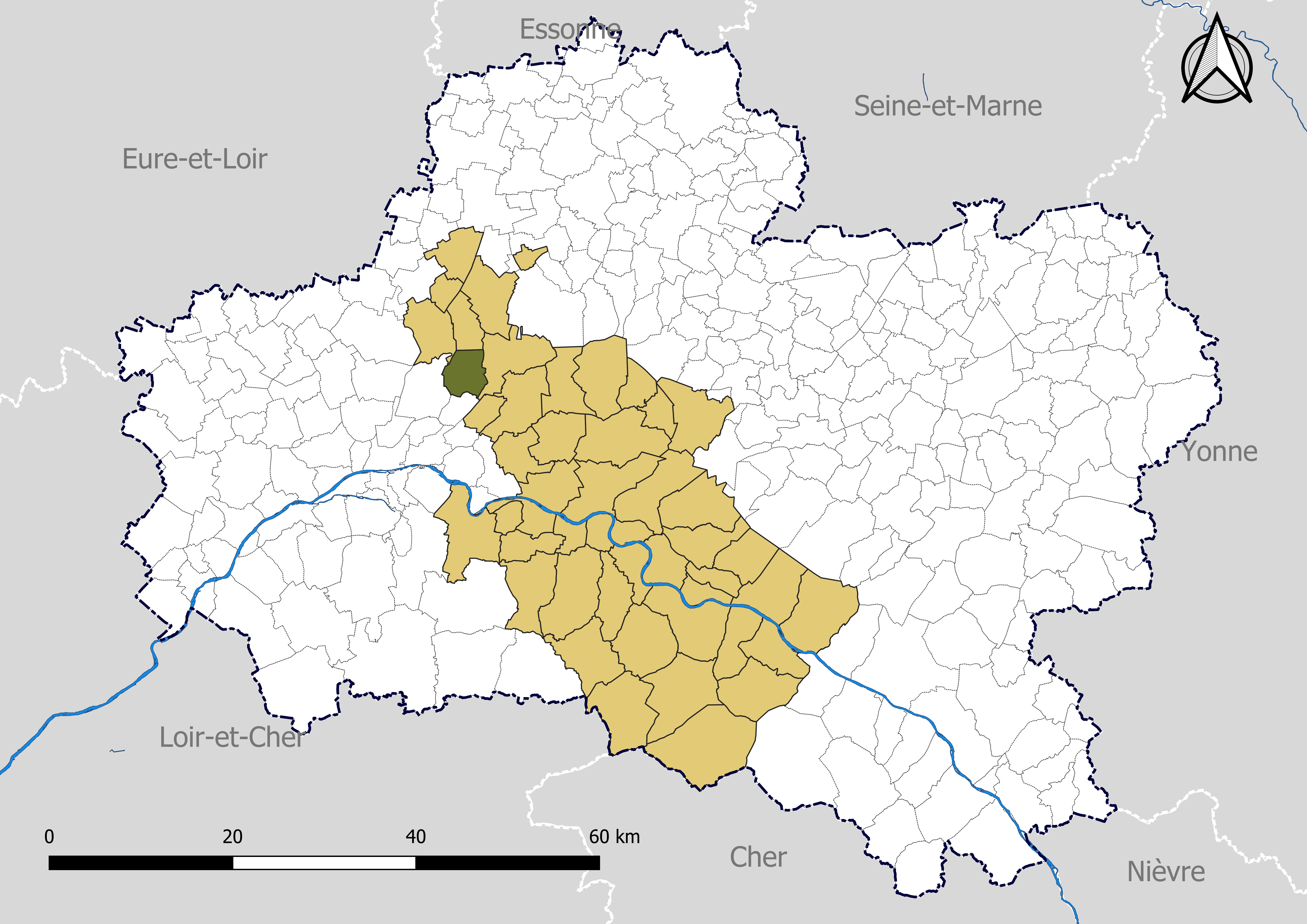
Rebréchien dans le Pôle d'équilibre territorial et rural (PETR) Forêt d'Orléans-Loire-Sologne en 2020.
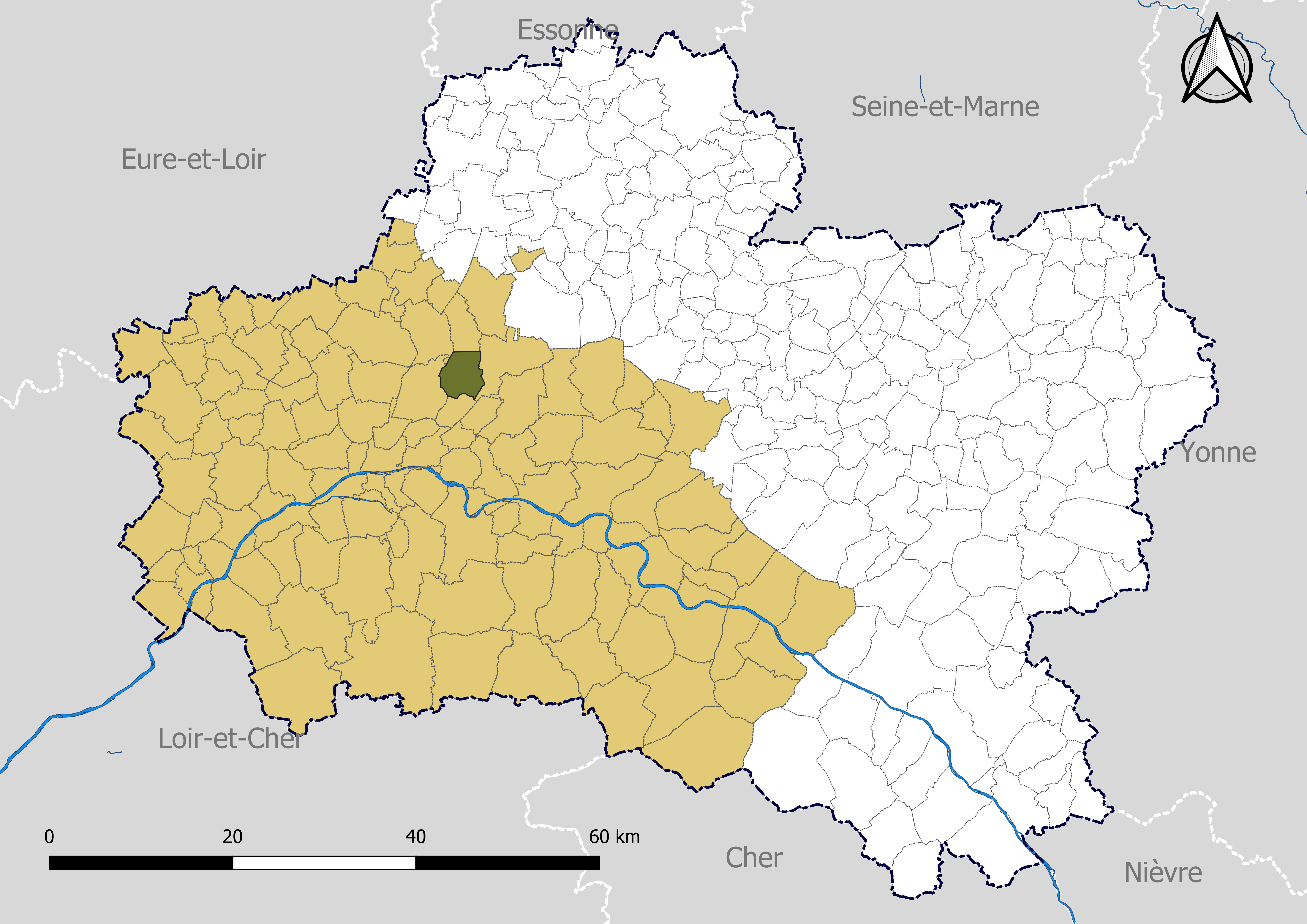
Rebréchien dans l'arrondissement d'Orléans en 2020.

### Politique et administration municipales

#### Conseil municipal et maire
Depuis les élections municipales de 2014, le conseil municipal de Rebréchien, commune de plus de 1 000 habitants, est élu au scrutin proportionnel de liste à deux tours (sans aucune modification possible de la liste),  pour un mandat de six ans renouvelable. Il est composé de 15 membres. L'exécutif communal est constitué par le maire, élu par le conseil municipal parmi ses membres, pour un mandat de six ans, c'est-à-dire pour la durée du mandat du conseil. Alain Dardonville est maire depuis 2014.
| Période                                  | Période   | Identité          | Étiquette | Qualité                           |
| ---------------------------------------- | --------- | ----------------- | --------- | --------------------------------- |
| 1995                                     | 2001      | Jacky Fournier    |           | Technicien                        |
| mars 2001                                | mars 2008 | Dominique Bosquet |           | Secrétaire-comptable              |
| mars 2008                                | mai 2020  | Alain Dardonville |           | Retraité salarié du secteur privé |
| mai 2020                                 | En cours  | Thierry Leguet    |           | Enseignant dans un collège        |
| Les données manquantes sont à compléter. |           |                   |           |                                   |

## Équipements et services

### Environnement

#### Gestion des déchets
Au 31 décembre 2016, la commune est membre du SITOMAP de la région Pithiviers, créé en 1968. Celui-ci assure la collecte et le traitement des ordures ménagères résiduelles, des emballages ménagers recyclables  et des encombrants en porte à porte et du verre en points d’apport volontaire. Un réseau de huit déchèteries accueille les encombrants et autres déchets spécifiques (déchets verts, déchets dangereux, gravats, ferraille, cartons…). La déchèterie la plus proche de la commune est située sur la commune de Loury.
L'élimination et la valorisation énergétique des déchets ménagers et de ceux issus de la collecte sélective sont effectuées dans l'outil de traitement appelé BEGEVAL, installé à Pithiviers et géré par le syndicat de traitement Beauce Gâtinais Valorisation (BGV) qui regroupe le territoire des trois syndicats de collecte : SMETOM, SITOMAP et SIRTOMRA. Cet outil est composé d’un centre de valorisation matière qui trie les emballages issus de la collecte sélective, les journaux-magazines et les cartons de déchèteries, et d’un centre de valorisation énergétique qui incinère les ordures ménagères résiduelles et le tout-venant incinérable des déchèteries ainsi que les refus du centre de tri.
Depuis le 1er janvier 2017, la « gestion des déchets ménagers » ne fait plus partie des compétences de la commune mais est une compétence obligatoire de la communauté de communes de la Forêt en application de la loi NOTRe du 7 août 2015.

#### Production et distribution d'eau
Le service public d’eau potable est une compétence obligatoire des communes depuis l’adoption de la loi du 30 décembre 2006 sur l’eau et les milieux aquatiques. Au 31 décembre 2016, la production et la distribution de l'eau potable sur le territoire communal sont assurées par le syndicat intercommunal d'alimentation en eau potable des Usages, un syndicat créé en 1958 desservant quatre communes : Chanteau, Marigny-les-Usages, Rebréchien et Vennecy,,.
La loi NOTRe du 7 août 2015 prévoit que le transfert des compétences « eau et assainissement » vers les communautés de communes sera obligatoire à compter du 1er janvier 2020. Le transfert d’une compétence entraîne  de  facto  la  mise  à disposition  gratuite  de  plein droit des biens, équipements et services publics utilisés, à la date du transfert, pour l'exercice de ces compétences et la substitution de la communauté dans les droits et obligations des communes,.

#### Assainissement
La compétence assainissement, qui recouvre obligatoirement la collecte, le transport et l’épuration des eaux usées, l’élimination des boues produites, ainsi que le contrôle des raccordements aux réseaux publics de collecte, est assurée   par le Syndicat de Traitement des Eaux Usées de la Demi-Lune, un syndicat créé en 1998 desservant 2 communes (Loury et Rebréchien), affermage.
La commune est raccordée à une station d'épuration située sur le territoire communal mise en service le 15 janvier 2002 et dont la capacité nominale de traitement est de  5 000 EH, soit 915 m3/jour. Cet équipement utilise un procédé d'épuration biologique dit « à boues activées ». Son exploitation est assurée par Lyonnaise des Eaux Orléans,.
L’assainissement non collectif (ANC) désigne les installations individuelles de traitement des eaux domestiques qui ne sont pas desservies par un réseau public de collecte des eaux usées et qui doivent en conséquence traiter elles-mêmes leurs eaux usées avant de les rejeter dans le milieu naturel. En 2016, la communauté de communes de la Forêt assure le service public d'assainissement non collectif (SPANC), qui a pour mission de vérifier la bonne exécution des travaux de réalisation et de réhabilitation, ainsi que le bon fonctionnement et l’entretien des installations,.

## Population et société

### Démographie
L'évolution du nombre d'habitants est connue à travers les recensements de la population effectués dans la commune depuis 1793. Pour les communes de moins de 10 000 habitants, une enquête de recensement portant sur toute la population est réalisée tous les cinq ans, les populations de référence des années intermédiaires étant quant à elles estimées par interpolation ou extrapolation. Pour la commune, le premier recensement exhaustif entrant dans le cadre du nouveau dispositif a été réalisé en 2007.
En 2022, la commune comptait 1 396 habitants, en évolution de +4,41 % par rapport à 2016 (Loiret : +1,89 %, France hors Mayotte : +2,11 %).
| 1793  | 1800 | 1806 | 1821 | 1831 | 1836 | 1841 | 1846  | 1851 |
| ----- | ---- | ---- | ---- | ---- | ---- | ---- | ----- | ---- |
| 1 109 | 971  | 919  | 827  | 900  | 969  | 952  | 1 009 | 980  |

| 1856 | 1861 | 1866 | 1872 | 1876 | 1881 | 1886 | 1891 | 1896 |
| ---- | ---- | ---- | ---- | ---- | ---- | ---- | ---- | ---- |
| 980  | 933  | 932  | 966  | 900  | 888  | 832  | 777  | 719  |

| 1901 | 1906 | 1911 | 1921 | 1926 | 1931 | 1936 | 1946 | 1954 |
| ---- | ---- | ---- | ---- | ---- | ---- | ---- | ---- | ---- |
| 636  | 628  | 625  | 567  | 532  | 490  | 432  | 445  | 467  |

| 1962 | 1968 | 1975 | 1982 | 1990  | 1999  | 2006  | 2007  | 2012  |
| ---- | ---- | ---- | ---- | ----- | ----- | ----- | ----- | ----- |
| 446  | 482  | 591  | 876  | 1 005 | 1 167 | 1 338 | 1 362 | 1 365 |

| 2017  | 2022  | - | - | - | - | - | - | - |
| ----- | ----- | - | - | - | - | - | - | - |
| 1 324 | 1 396 | - | - | - | - | - | - | - |

## Culture locale et patrimoine

### Lieux et monuments
- L'église Notre-Dame datant des XIIe et XIIIe siècles renferme 5 sculptures représentant la Vierge à l'Enfant, sainte Catherine, sainte Barbe, sainte Marthe et sainte Madeleine, classées Monuments historiques au titre d'objet le 30 novembre 1908[100].
- L'intersection du 48e parallèle nord et du 2e méridien à l'est de Greenwich se trouve sur le territoire de la commune (voir aussi le Degree Confluence Project).

### Héraldique
|  | Les armoiries de Rebréchien se blasonnent ainsi : D'or à la feuille de vigne versée d'azur ; au chef d'azur chargé de trois pommes de pin d'or, le pédoncule vers le chef. Devise: « area bacchi » (cour de Bacchus). Création Association patrimoinel de Traînou. Adopté le 20 décembre 2012. |

### Personnalités liées à la commune

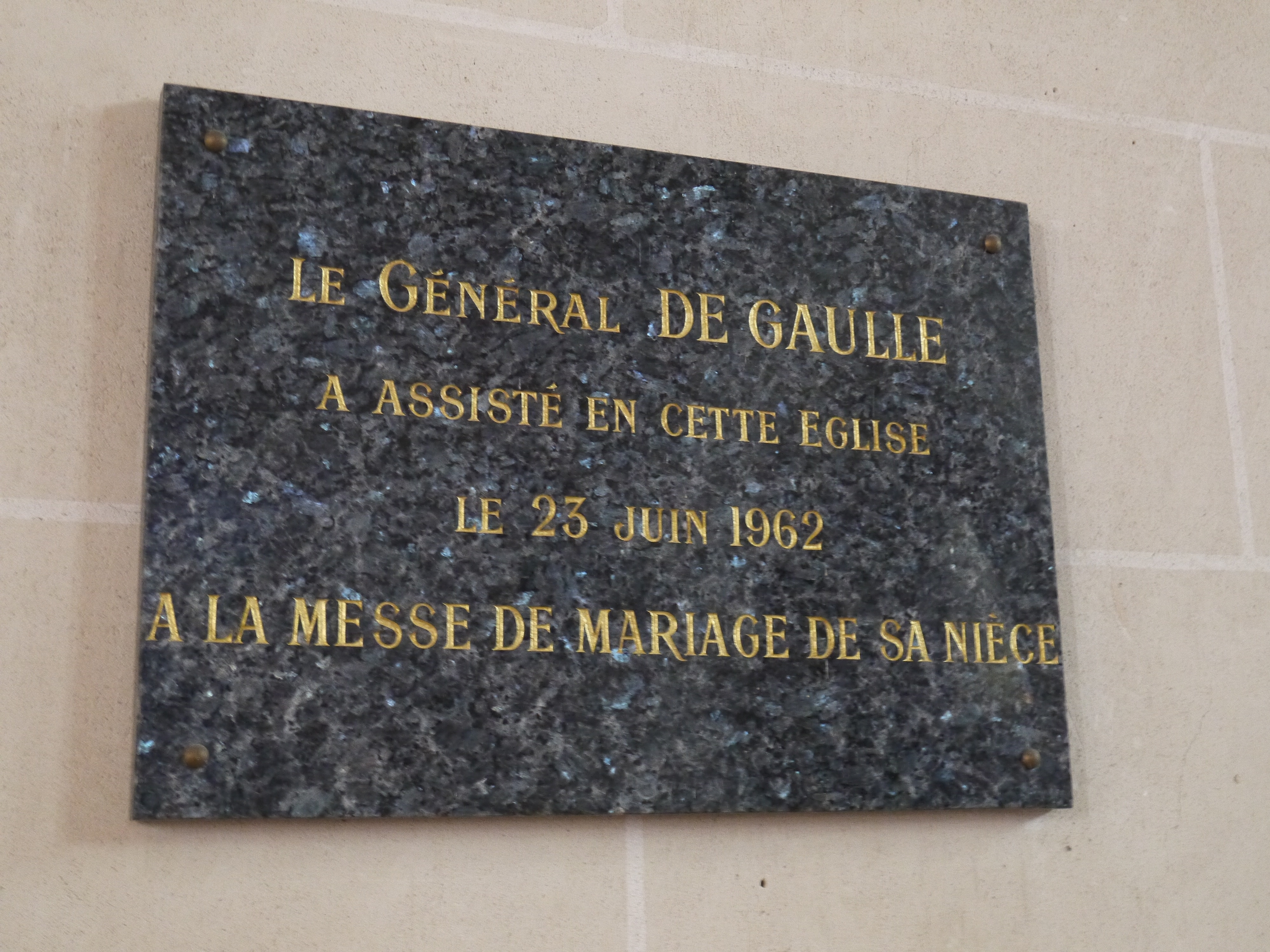
La plaque dans l'église commémorant le passage du général de Gaulle en 1962.

- Agathe Pauline Caylac de Caylan, comtesse de Bradi, femme de lettres[101], et amie de madame de Genlis qui passa l'été 1809 au château de Rebréchien.
- Charles de Gaulle (1890-1970), ancien président de la République française, a assisté  avec sa femme au mariage de sa nièce à Rebréchien le 23 juin 1962. À noter qu'était présent lors de la cérémonie Jean-Marie Bastien-Thiry, auteur de l'attentat du Petit-Clamart deux mois plus tard[102].
- Marcel Girault (1901-1944), résistant des Corps francs Vengeance, mort en déportation, est né à la ferme de La Borde aux prêtres le 30 juin 1901.
- Pierre Courtin (1921-2012), peintre et graveur français est né dans la commune.